# Карлович, Мечислав Янович
Мечисла́в Я́нович Карло́вич (пол. Mieczysław Karłowicz, 11 декабря 1876 года, с. Вишнево, Российская Империя — 8 февраля 1909, Татры) — польский композитор и дирижёр. Страстный альпинист, художник-фотограф и публицист.

## Биография
Был сыном Ирены Сулистровской и Яна Александра Карловича, белорусского этнолога и языковеда. В 1882 году семья Карловича продала своё имущество и переселилась в Гейдельберг, потом в Прагу и Дрезден, окончательно поселилась в 1887 году в Варшаве
С детства учился игре на скрипке. В Варшаве изучал гармонию и контрапункт, к этому же периоду относятся и первые пробы пера в качестве композитора (ученик З.Носковского). Помимо занятий музыкой, изучал в Варшавском Университете естественные науки, затем в Берлине философию.
В 1903 году в рамках Варшавского музыкального общества имени Станислава Монюшко создал струнный оркестр. Ряд его симфонических произведений, в частности, «Извечные песни» и «Литовская рапсодия» опирались на использование белорусских народных песен.
Карлович в 1889 году впервые посетил Татры. В 1892 году основал первый туристический маршрут в Западных Татрах около Поляны на Столах. В 1907 году переселился на горный курорт Закопане и стал альпинистом. Был одним из пионеров лыжного спорта. Погиб в результате схода снежной лавины во время похода в горы. Похоронен на Повонзковском кладбище в Варшаве.

## Сочинения
К основным сочинениям Карловича относятся:
- 25 песен для голоса с фортепиано (1894—1898), 17 из них опубликованы как opp. 1 (1897), 3 (1898), 4 (1899),
- Серенада C-dur для струнного оркестра, op. 2 (1897),
- Симфоническая прелюдия и интермеццо из музыки к драме Ю. Новиньского «Белая голубка», op. 6 (1900),
- Симфония e-moll «Возрождение», op. 7 (1901—1902),
- Скрипичный концерт A-dur, op. 8 (1902),
- 6 симфонических поэм:
  - «Возвращающиеся волны», op. 9 (1903—1904),
  - «Извечные песни», op. 10 (1904—1906; симфонический триптих: Песнь о вечной тоске, Песнь о любви и смерти, Песнь о всебытии),
  - «Литовская рапсодия», op. 11 (1906),
  - «Станислав и Анна Осьвецимы», op. 12 (1907),
  - «Грустная повесть (Прелюдии к вечности)», op. 13 (1908),
  - «Эпизод на маскараде», op. 14 (1908, окончена Г. Фительбергом).

Большинство автографов Карловича погибли во время Второй мировой войны.

## Память
Именем композитора названа Филармония им. Мечислава Карловича в польском городе Щецине.